# Seladerma scoticum
Seladerma scoticum är en stekelart som först beskrevs av Walker 1833.  Seladerma scoticum ingår i släktet Seladerma och familjen puppglanssteklar. Arten är reproducerande i Sverige. Inga underarter finns listade i Catalogue of Life.